# Jouni Kaipainen
Jouni Ilari Kaipainen, né le 24 novembre 1956 à Helsinki et mort le 23 novembre 2015 à Tampere, est un compositeur finlandais.

## Biographie
Il a été l'élève d'Aulis Sallinen, puis a travaillé avec Paavo Heininen à l'Académie Sibelius d'Helsinki (1975-1982). Après ses études, Kaipainen se consacre à la composition. Il enseigne la composition à l'université de Tampere depuis 2000. En 1991-1993, il a été directeur artistique de la Biennale d'Helsinki. Il meurt le 23 novembre 2015 des suites d'un cancer, la veille de son 59e anniversaire.
Parmi ses élèves figure Juha Leinonen.

## Œuvres

### Œuvres pour orchestre
- Apotheosis, Op. 7 (1975), pour orchestre de chambre
- Symphonie no 1 Op. 20 (1980-85)
- Symphonie no 2 Op. 44 (1994)
- Sisyfoksen uni (Rêves de Sisyphe), Op. 47 (1994)
- Accende lumen sensibus, Op. 52 (1996)
- Millennium Fanfare, Op. 60 (1999)
- North by North-East, Op. 63 (2000-01)
- Symphonie no 3 Op. 72 (1999-2004)
- Commedia, Symphonie no 4 Op. 93 (2010), avec chœur d'hommes et baryton et soprano solistes

### Œuvres concertantes
- Carpe diem! Op. 38 (1990)
- Concerto pour hautbois et orchestre Op. 46 (1994)
- Vernal Concerto, From Equinox to Solstice Op. 53 (1996)
- Concerto pour piano, Op. 55 (1997)
- Concerto pour alto et orchestre, Op. 56 (1997)
- Nyo ze honmak kukyo to, Op. 59b (1999)
- Concerto pour cor et orchestre, Op. 61 (2000-01)
- Concerto pour violoncelle et orchestre nº 1, Op. 65 (2002)
- Concerto pour violoncelle et orchestre nº 2 (2003)
- Concerto pour trompette et orchestre, Op. 66 (2003)
- Concerto pour basson et orchestre, Op. 74 (2005)
- Concerto de chambre nº 1 Op. 73, ("...and then is heard no more...")
- Concerto pour violon (2006)

### Œuvres pour voix et orchestre
- Felicity & Fullnesse Op. 75, monodrame (2006)

### Musique de chambre
- Quatuor à cordes nº 1, Op. 2 (1973)
- Quatuor à cordes nº 2, Op. 5 (1974)
- Aspetti, Op. 6 (1974)
- Ladders to Fire, op. 14 (1979)
- Trois morceaux de l'aube, op. 15 (1980-81)
- Far from Home, op. 17 (1981)
- Trio I op. 21 (1983)
- Élégie, op. 22 (1983)
- Parcours, op. 23a (1983)
- Parcours, op. 23b (1983-89)
- Titus Elegy, op. 24b (1983)
- Quatuor à cordes nº 3, Op. 25 (1984)
- Piping Down the Valleys Wild, op. 26 (1984)
- Andamento, op. 28 (1986)
- Trio III, op. 29 (1986-87)
- Tombeau de Rabelais, op. 32 (1987/1995/1997/2001)
- Remous, op. 37a (1990)
- Remous, op. 37b (1990-97)
- Quatuor à cordes nº 4, op. 45 (1994)
- Time flies, op. 48 (1994–95)
- Sestetto (Sextet), op. 57a (1997)
- Sestetto (Sextet), op. 57b (1997)
- Weigold-Walzer, (1999)
- Quintette pour clarinette, op. 59a (2000)
- Quatuor à cordes  nº 5, op. 70 (2004)
- Quatuor à cordes  nº 7, op. 98

### Œuvres instrumentales pour solistes
- Sonatine, Op. 9 (1976)
- “...la chimère de l'humidité de la nuit?” Op. 12b (1978)
- Je chante la chaleur désespérée, Op. 16 (1981)
- Altaforte, Op. 18 (1982)
- Conte, Op. 27 (1985)
- Gena, Op. 31 (1987)
- L’anello di Aurora, Op. 34 (1988)
- Tenebrae, Op. 39 (1991)
- Serenade: Full Moon, Lunatic Bassoon, Op. 42 (1993)
- Vento, Op. 58 (1998)
- Placido, Op. 68 (2003-05)
- Reunion confirmed, Op. 71 (2004)
- Trois préludes (2006)

### Œuvres vocales et chorales
- Quatro Canciones de García Lorca, Op. 8 (1975)
- Yölauluja (Nocturnal Songs), Op. 11 (1978)
- Cinq poèmes de René Char, Op. 12a (1978-80)
- Pitkän kesän poikki iltaan (The Long Summer’s Journey into Evening), Op. 13 (1979)
- Muunlaisten musiikkia (Music of Persons of Another Kind), Op. 19 (1984)
- Three Arias from “The Miracle at Constance”, Op. 30b (1987-97)
- Three Arias from “The Miracle at Constance”, Op. 30d (1987-93)
- Anna’s Aria from “The Miracle at Constance” Op. 30f (1987-93)
- Stjärnenatten (Nuit étoilée), Op. 35 (1989)
- Lacrimosa, Op. 36 (1989)
- Antiphona SATB, Super Alta Trinità Beata ,Op. 40 (1992)
- Jauchzet!, Op. 41a (1993)
- Jauchzet!, Op. 41b (1993)
- Sonnet 43, Op. 43 (1994)
- Matkalla (On the Road), Op. 49 (1995)
- Runopolku (Rune Walk), Op. 50 (1995)
- Glühende Blumen des Leichtsinns, Op. 51 (1995-2000)
- Des Flußes Stimme Op. 54, Ein Requiem, Jeremy Parsons in memoriam (1996)
- Rauha ja Onni (Paix et Joie), Op. 64 (2001)
- En skål för alla kvinnors ära, Op. 67 (2003-05)
- En skål för alla kvinnors ära, Op. 67a (2003)